# Mercury 9
För andra betydelser, se Mercury.

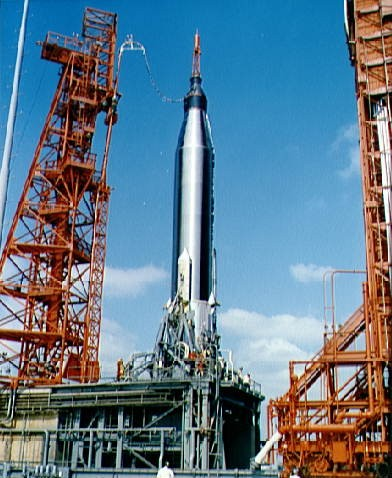
Mercury 9 med kapseln Faith 7 förbereds för start.

Mercury 9 var NASA:s fjärde bemannade färd till rymden i omloppsbanefärd och den åttonde bemannade färden totalt. Astronauten L. Gordon Cooper flög ombord i kapseln Faith 7. Färden genomfördes 15 - 16 maj 1963 och varade i 34 timmar, 19 minuter och 49 sekunder. Farkosten sköts upp med en Atlas-raket från Cape Canaveral Air Force Station.

### Fotnoter
1. ↑  ”NASA Space Science Data Coordinated Archive” (på engelska). NASA. https://nssdc.gsfc.nasa.gov/nmc/spacecraft/display.action?id=1963-015A. Läst 24 mars 2020.